# Faxinal do Soturno
Faxinal do Soturno är en kommun i Brasilien.   Den ligger i delstaten Rio Grande do Sul, i den södra delen av landet, 1 600 km söder om huvudstaden Brasília. Antalet invånare är 6 672.
Omgivningarna runt Faxinal do Soturno är en mosaik av jordbruksmark och naturlig växtlighet. Runt Faxinal do Soturno är det ganska glesbefolkat, med 38 invånare per kvadratkilometer.